# Haag an der Amper
Haag an der Amper (eller Haag a.d.Amper) er en kommune i i Landkreis Freising Regierungsbezirk Oberbayern i den tyske delstat Bayern. Den er en del af Verwaltungsgemeinschaft Zolling.

## Geografi
I kommunen er der ud over Haag an der Amper følgende landsbyer og bebyggelser: Hausmehring, Haun, Holzhäusl, Inkofen, Mittermarchenbach, Obermarchenbach, Plörnbach, Seeberg, Seer, Sollern, Untermarchenbach, Unterschwaig, Wälschbuch, Weihrinnen og Wörlhof.